# Horta de Sant Joan

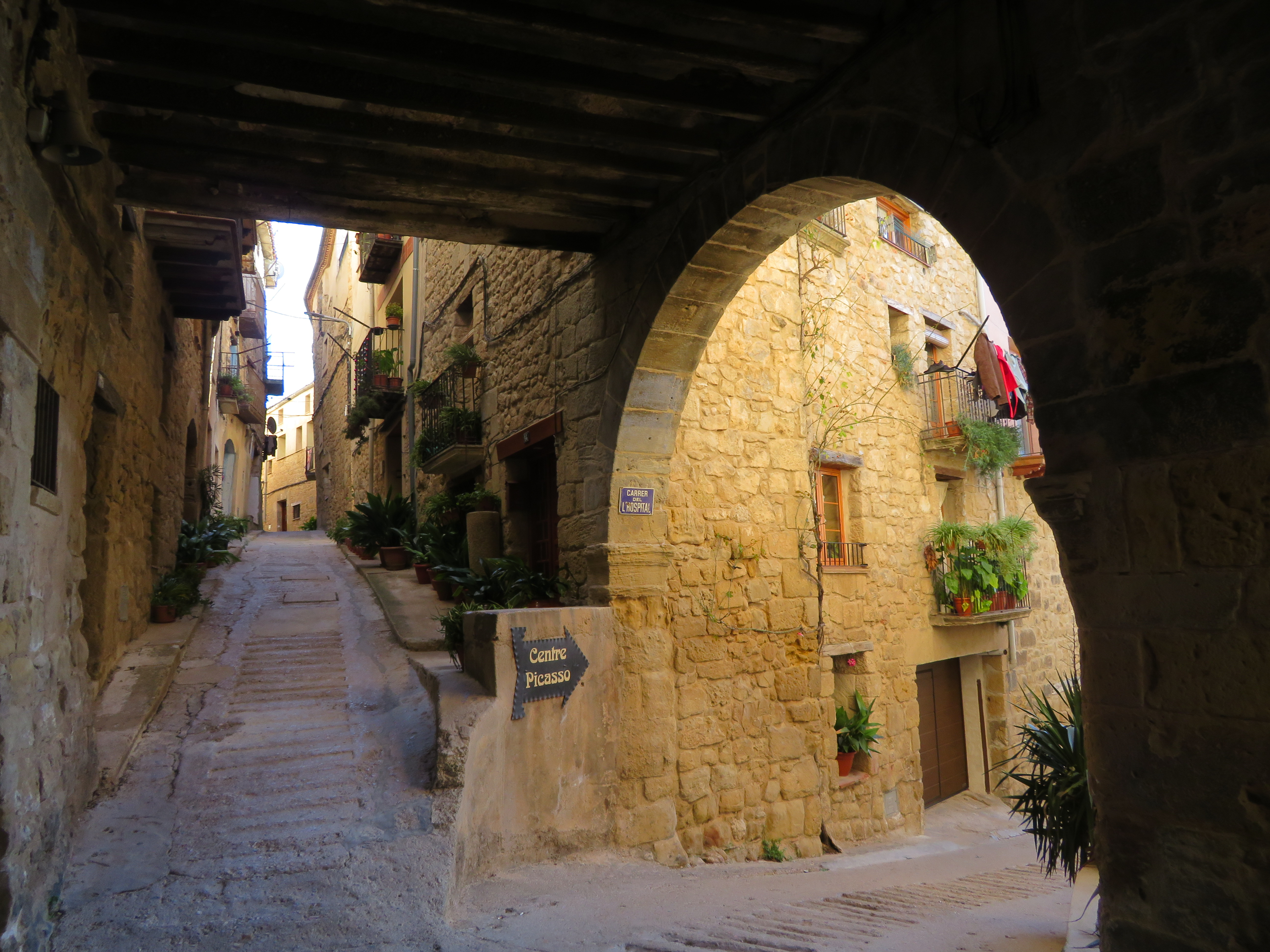
Horta de Sant Joan

Horta de Sant Joan è un comune spagnolo di 1 217 abitanti, della comarca della Terra Alta appartenente alla comunità autonoma della Catalogna, è situato su una collina a 543 m di altezza, attorniato da campi agricoli e con un territorio di 119 km² di estensione.

## Collegamenti esterni

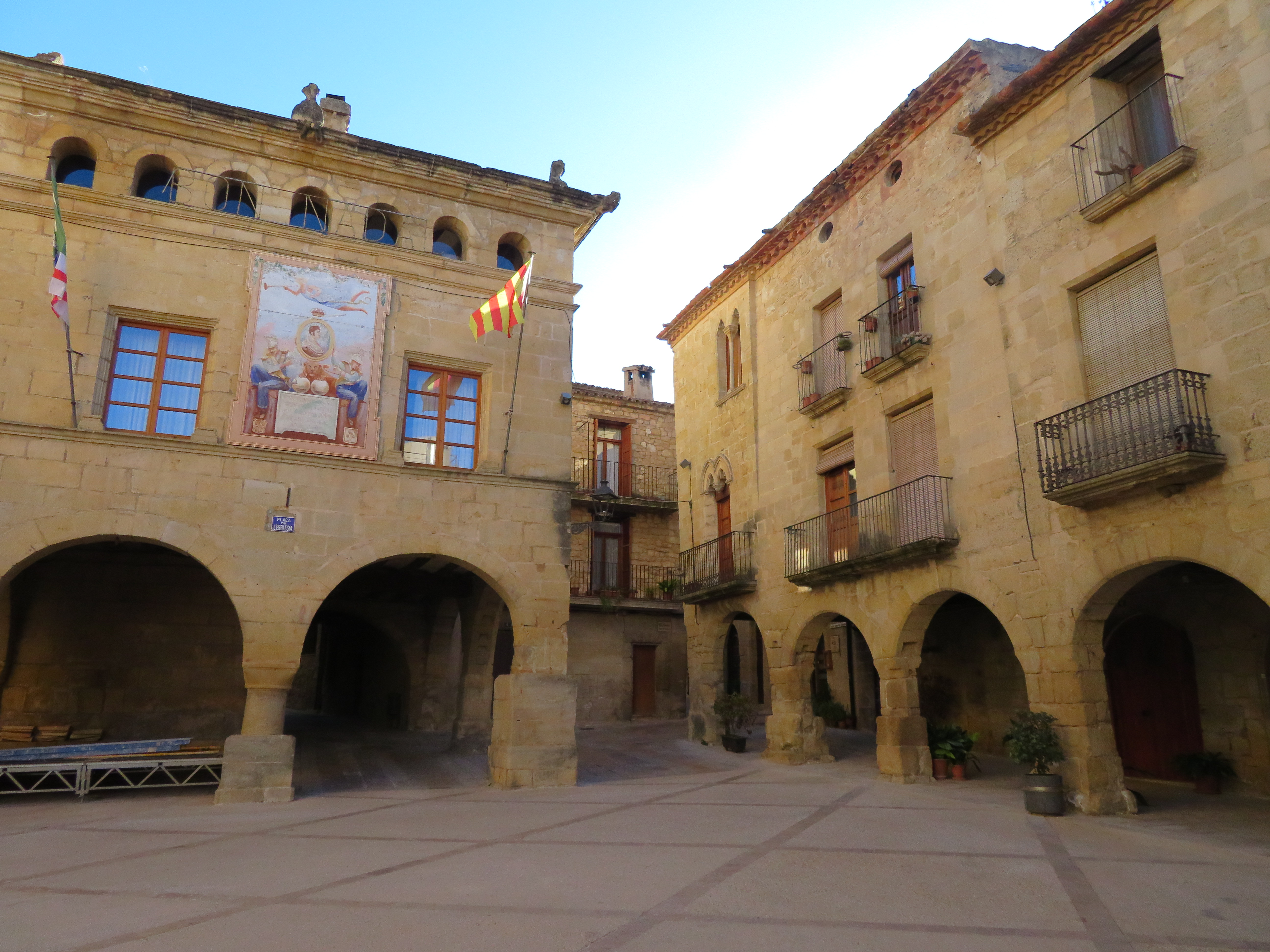
Horta de Sant Joan